# Горная Поляна (балка)
Горная Поляна — балка, одна из достопримечательностей Волгоградской области, уникальная соседством степи, песков и байрачного леса.
С 1993 по 2006 год часть балки входила в памятник природы Балка Пахотина. Охранялась как научный объект деятельности ВНИАЛМИ (сохранение генофонда фауны и флоры сухостепной экосистемы), культурно-просветительский объект. Ныне ландшафтно-экологический комплекс в посёлке Горная Поляна, Волгоград.

## Географическое положение
Балка Пахотина находится в Южном федеральном округе, Волгоградская область. Балка располагается от южно-западной окраины Волгограда до Ергинской гряды.

## Описание
Балка Горная Поляна имеет аналогичное геологическое строение другими балками данной местности — Григоровой, Чапурниковской, Найденной и прочим. Байрочный лес сформировался за счёт хорошей подпитки из водоносных песков («ергенинские пески»), в которые врезается балка. Он граничит со степью и песками, что делает этот уголок природы уникальным. В лесной части балки произрастают: чёрная ольха, дуб, вязы, дикая груша, бересклет, клён татарский, тёрн, боярышник, шиповник. Нижний ярус представлен такими видами как, папоротник, ежевика, купырь, бутень клубненосный, борщевик. Богатая растительность создала природный барьер от характерной для данной природной зоны флоры.
В балке Горная Поляна постоянно проводятся мероприятия по расширению площади леса, в дальнейшим планируется объединение с университетом, расположенным поблизости и дендрарием.
В настоящее время планируется так же расположить в балке Горная Поляна горнолыжный курорт с развитой инфраструктурой, с переводом данной зоны из лесопарковой и городских лесов в зону туризма, отдыха и санаторно-курортного лечения.